# Lileopsis
Lileopsis (lat. Lilaeopsis) je biljni rod iz porodice štitarki, rasprostranjen po Sjevernoj i Južnoj Americi, Australaziji, otočju Falkland i Madagaskaru. Postoji 14 priznatih vrsta puzećih trajnica.

## Vrste
1. Lilaeopsis attenuata (Hook. & Arn.) Fernald
2. Lilaeopsis brisbanica A.R.Bean
3. Lilaeopsis carolinensis J.M.Coult. & Rose
4. Lilaeopsis chinensis (L.) Kuntze
5. Lilaeopsis macloviana (Gand.) A.W.Hill
6. Lilaeopsis masonii Mathias & Constance
7. Lilaeopsis mauritiana G.Petersen & Affolter
8. Lilaeopsis minor (A.W.Hill) Pérez-Mor.
9. Lilaeopsis novae-zelandiae (Gand.) A.W.Hill
10. Lilaeopsis occidentalis J.M.Coult. & Rose
11. Lilaeopsis polyantha (Gand.) H.Eichler
12. Lilaeopsis ruthiana Affolter
13. Lilaeopsis schaffneriana (Schltdl.) J.M.Coult. & Rose
14. Lilaeopsis tenuis A.W.Hill